# Première guerre de Schleswig
La première guerre de Schleswig ou première guerre prusso-danoise est un conflit qui oppose la Confédération germanique au Danemark du mois de mars 1848 jusqu'en 1851.
L'armistice de Malmö signé le 26 août 1848 marque un premier cessez-le-feu dans le conflit. Mais la trêve est rompue par le Danemark le 10 juillet 1849. La paix est signée à Berlin le 2 juillet 1850. Un mois plus tard, le protocole de Londres est signé, qui réhabilite les distinctions entre les duchés et le Danemark. Un deuxième protocole est signé à Londres en 1852, qui accorde la succession des duchés au royaume du Danemark et garantit l'autonomie de ceux-ci.

## Contexte

Carte des modifications territoriales.

Les duchés de Holstein, de Saxe-Lauenbourg et de Schleswig sont tous trois des duchés essentiellement agricoles, sous la coupe du roi du Danemark. Le traité de Ribe datant du XVe siècle empêche leur fusion, ce qui entraîne avec le temps quelques disparités entre les différents duchés. Ainsi les deux premiers font partie de la Confédération germanique, tandis que le Schleswig non. Les règles de succession sont généralement les mêmes dans les trois duchés et au Danemark, toutefois dans les duchés la loi salique s'applique, empêchant la transmission par les femmes. Dans les années 1840, le prince héritier du Danemark, le futur Frédéric VII, est toujours sans descendance ; l'éventualité d'une séparation de la couronne du Danemark de ses duchés devient probable. Pour éviter cela, le roi du Danemark Christian VIII rédige la « lettre ouverte » (Offenen Brief) en 1846, qui contourne la loi salique pour réaffirmer les droits du Danemark sur les duchés. Cela évince la maison allemande de Schleswig-Holstein-Sonderbourg-Augustenbourg, héritière des duchés, et crée un mouvement de patriotisme parmi les nationalistes allemands.
En effet, depuis l'époque napoléonienne, le nationalisme et le libéralisme montent en Europe. Les duchés ne font pas exception. Les concepts de patrie et de peuple ont remplacé les questions dynastiques ; les privilèges et un souverain de droit divin sont quant à eux mal acceptés par les libéraux. En Schleswig, l'allemand est alors la langue du droit et de l'élite. Les Danois n'acceptent plus cette situation, qui est donc tendue.

## Déroulement
Le 20 janvier 1848, peu après sa montée sur le trône, Frédéric VII publie une nouvelle constitution pour le Danemark qui prévoit l'annexion des trois duchés. Cela ne laisse pas indifférent le ministre des Affaires étrangères prussien, Armin-Suckow, qui presse son roi d'intervenir. Le 21 mars 1848, le nouveau gouvernement danois annexe le Schleswig. Provoqués par les mouvements nationaux de 1848, les Allemands des duchés s'insurgent et forment un gouvernement provisoire. Le roi de Danemark n'est pas officiellement détrôné, mais le gouvernement lui retire ses fonctions. Le Bundestag reconnaît le nouveau gouvernement, les élections du parlement de Francfort ont donc aussi lieu dans le duché de Schleswig. Appelées par le gouvernement, les troupes prussiennes, alliées à quelques autres États allemands, et sous mandat de la Confédération germanique, occupent le Schleswig le 23 avril,.
Fin mai, les troupes prussiennes se retirent plus au sud après négociations avec les Britanniques. Le parlement de Francfort proteste contre cette décision non concertée. La Russie, pour des raisons de stratégie maritime, se range également du côté danois. Il s'agit pour eux, comme pour les Anglais, de protéger le "Bosphore du nord" contre une domination allemande. Les Anglais souhaitent maintenir les Russes à l'écart et parvenir à une solution pacifique.
Un cessez-le-feu unilatéral de la Prusse, l'armistice de Malmö, est signé le 26 août sous la pression russe et britannique. Tout d'abord refusé par le parlement de Francfort, chargé de l'unification de l'Allemagne, ce dernier est confronté à son absence de moyens afin de continuer la guerre et finit par entériner le traité le 16 septembre.
Mais la trêve est rompue par le Danemark le 10 juillet 1849. La paix est signée à Berlin le 2 juillet 1850. Un mois plus tard, le protocole de Londres est signé, qui réhabilite les distinctions entre les duchés et le Danemark. Un deuxième protocole est signé à Londres en 1852, qui accorde la succession des duchés au royaume de Danemark et garantit l'autonomie de ceux-ci. Cependant le nationalisme allemand fait pression pour l'entrée des duchés dans la Confédération.

### Causes de l'armistice de Malmö
Il est souvent admis que l'armistice de Malmö a été provoqué par les interventions extérieures : c'est-à-dire des pressions diplomatiques venant de la Grande-Bretagne et de la Russie. Des manœuvres navales ont eu lieu côté britannique dans la mer du Nord, tandis que les Russes ont fait de même à terre, près de la frontière prussienne. Frédéric-Guillaume IV aurait alors dû céder, pour éviter la guerre. A. J. P. Taylor remet en cause cette description du déroulement des événements. Il explique que Lord Palmerston a certes appelé à la paix, mais ne s'est montré que très vague. Il a sans cesse écrit à la diplomatie prussienne que la Russie finirait par les menacer, or ceux-ci n'en ont rien fait. La France n'a elle non plus pas menacé la Prusse. Bien plus, Frédéric-Guillaume n'avait pas envie d'affronter le désaveu du tsar. Taylor désigne la peur de la guerre comme une peur d'enfant complètement injustifiée.

## Conséquences
Le problème de succession n'étant pas définitivement réglé à la mort de Frédéric VII, le 15 novembre 1863, Christian von Glücksbourg, devenu Christian IX, promulgue une nouvelle constitution afin de conserver les deux duchés en contradiction avec le traité de Londres de 1852. La Confédération germanique s'y oppose fermement et décide le 7 décembre d'envahir le Holstein. La guerre des Duchés, ou seconde guerre de Schleswig, est alors déclenchée.